# Sister Golden Hair

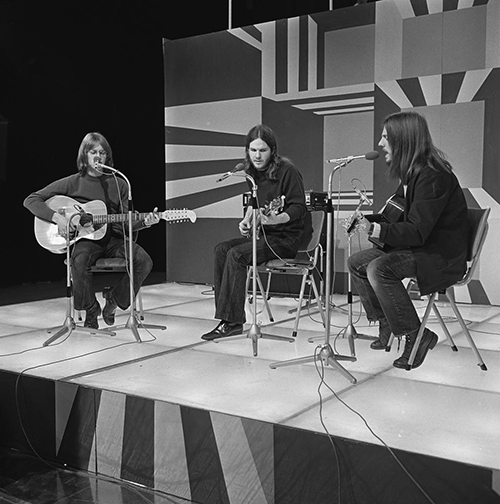
America (1972)

Sister Golden Hair ist ein Lied der Band America, das von Gerry Beckley geschrieben wurde. Der Titel wurde 1975 auf dem fünften Album der Band "Hearts" veröffentlicht und war deren zweite Single, die die Nummer eins der U.S. Billboard Hot 100 erreichte und eine Woche an der Spitze blieb.

## Liedtext
Zum Text bemerkte Gerry Beckley, dass es "keine wirkliche Sister Gold Hair" gab. Vielmehr wurde der Text durch Jackson Browne inspiriert. 
Beckley weiter: "(Jackson Browne) hat eine Fähigkeit, Worte in Musik zu fassen, die viel mehr dem L.A.-Ansatz entspricht, Beobachtungen zu machen, anstatt sie auf das Wesentliche zu reduzieren... Ich finde, Jackson kann einen etwas deprimieren, aber nur durch seine Ehrlichkeit; und es war dieser Stil von ihm, der zu einem Song von mir führte, 'Sister Golden Hair', der wahrscheinlich der L.A.-mäßigste meiner Texte ist.".
Beckley ergänzte, dass Sister Golden Hair "eines der ersten Male war, dass ich 'ain't' in einem Song verwendet habe, aber ich habe mich nicht darum bemüht. Ich habe mich einfach in diese Stimmung hineinversetzt und diese Art von Text herausgeholt."

## Aufnahme und Musik
Sister Golden Hair wurde mit den übrigen Titeln des Albums "Hearts" im Januar 1975 in den Record Plant Studios (Sausalito, Los Angeles) von Geoff Emerick aufgenommen. Mit George Martin als Produzent schwelgt die Band in ihrer Verehrung zu den Beatles. Beckley dazu: "Ich ziehe hier ganz offen meinen Hut vor 'My Sweet Lord'. Ich war ein großer Fan der Beatles, aber wir kannten George sehr gut, und ich fand, das war ein wunderbares Intro.".
Neben der markanten Slide-Gitarre (Beckley: "Ich hatte eine schöne Lap Steel, die David Lindley ausgesucht hatte") spielt Beckley eine 12-saitige Gitarre.